# شویچیرو موکای
شویچیرو موکای (انگلیسی: Shoichiro Mukai؛ زادهٔ ۱۰ فوریهٔ ۱۹۹۶)  جودوکار اهل ژاپن است.